# 11º Battaglione di Sicurezza Tecnica Radio
11º Battaglione di Sicurezza Tecnica Radio (in slovacco 11. prápor rádiotechnického zabezpečenia, in ceco 11. prapor radiotechnického zabezpečení; numero di copertina: VÚ 5960) è stato un battaglione di forze aeree di ČSĽA fondato il 1 settembre 1963 cambiando il nome di 11° Battaglione di Sicurezza della Navigazione Terrestre (in slovacco 11. prápor pozemného zabezpečenia navigácie).
Dalla sua istituzione fino al 15º ottobre 1968 fu schierato all'Aeroporto Tri Duby vicino a Sliač, poi fino al 1º settembre 1973 fu schierato all'Aeroporto di Piešťany e dal 1º settembre 1973 fino al 1º settembre 1992 all'Aeroporto di Přerov.